# Gualaceo Sporting Club
O Gualaceo Sporting Club, mais conhecido como Gualaceo S.C. ou apenas Gualaceo, é um clube de futebol equatoriano fundado em 2 de abril de 2000. Sua sede fica em Gualaceo (também conhecida como Santiago de Gualaceo), cidade e capital do cantão de mesmo nome, na província de Azuay.
Manda seus jogos no Gerardo León Pozo, praça esportiva inaugurada em 2006 e pertencente à Liga Esportiva Cantonal de Gualaceo, que tem capacidade para 4 550 pessoas.
Inicialmente se chamou Gualaceños de Corazón, e seu uniforme principal era azul. Posteriormente, para maior identidade passa a ter o nome atual, identificando-se com as cores da bandeira do Jardín Azuayo.
A equipe entre 2015 e 2021 esteve na Série B do Equador, quando foi promovido para a Primeira Divisão nacional.
No que diz respeito aos títulos, os maiores feitos do clube são o título da Segunda Categoria do Equador em 2014 e o vice-campeonato da Série B em 2021, que garantiu o tão sonhado acesso inédito à divisão de honra do país.
O Gualaceo Sporting Club também é conhecido por seus apelidos carinhosos: "El Guala", "Los Auriverdes", "Súper Guala" e "Verdeamarelos".

## História
O Gualaceo Sporting Club foi fundado em 2 de abril de 2000, inicialmente sob o nome de Gualaceños de Corazón, e começou sua trajetória disputando o Campeonato Provincial da Associação de Futebol Profissional de Azuay. Disputou campeonatos provinciais até conquistar o acesso à Série B, segunda divisão do futebol equatoriano, para a temporada de 2015, estreando na divisão com uma vitória sobre o Olmedo.
Em 13 de outubro de 2021, o clube conquistou, pela primeira vez em sua história, o acesso à Série A, divisão de elite da LigaPro do futebol equatoriano, ao vencer o Club Atlético Santo Domingo (antes conhecido como Club Deportivo Puerto Quito) por 1–0. O jogo válido pela 36ª e última rodada da Fase 2 garantiu ao clube o vice-campeonato da segundona.
Estreou na elite do futebol equatoriano em 2022, conseguindo permanecer na primeira divisão naquele ano. Mandou seus jogos no Estádio Jorge Andrade Cantos, na cidade de Azogues, província de Cañar, já que o Estádio Gerardo León Pozo, em Gualaceo, não atendia às exigências para partidas da primeira divisão.
Em 2023, terminou na 15ª colocação da Série A e acabou rebaixado novamente.

## Participações
| Competição                           | Competição        | Anos                     |
| 1ª Divisão do Campeonato Equatoriano | Série A           | 2022 ― 2023              |
| 2ª Divisão do Campeonato Equatoriano | Série B           | 2015 ― 2021, 2024 ― hoje |
| 3ª Divisão do Campeonato Equatoriano | Segunda Categoria | 2000 ― 2014              |

## Títulos

### Nacionais
| Competição                           | Competição        | Título(s)  | Vice(s)    |
| 2ª Divisão do Campeonato Equatoriano | Série B           | 0 (nenhum) | 1 (2021)   |
| 3ª Divisão do Campeonato Equatoriano | Segunda Categoria | 1 (2014)   | 0 (nenhum) |

### Regionais
| Competição               | Competição        | Título(s)            | Vice(s)              |
| Liga Provincial de Azuay | Segunda Categoria | 3 (2011, 2012, 2014) | 3 (2005, 2009, 2010) |